# Phoradendron aphyllum
Phoradendron aphyllum là một loài thực vật có hoa trong họ Santalaceae. Loài này được Steyerm. miêu tả khoa học đầu tiên năm 1966.